# Myrmecia nigriceps
Myrmecia nigriceps är en myrart som beskrevs av Mayr 1862. Myrmecia nigriceps ingår i släktet bulldoggsmyror, och familjen myror. Inga underarter finns listade i Catalogue of Life.

## Bildgalleri

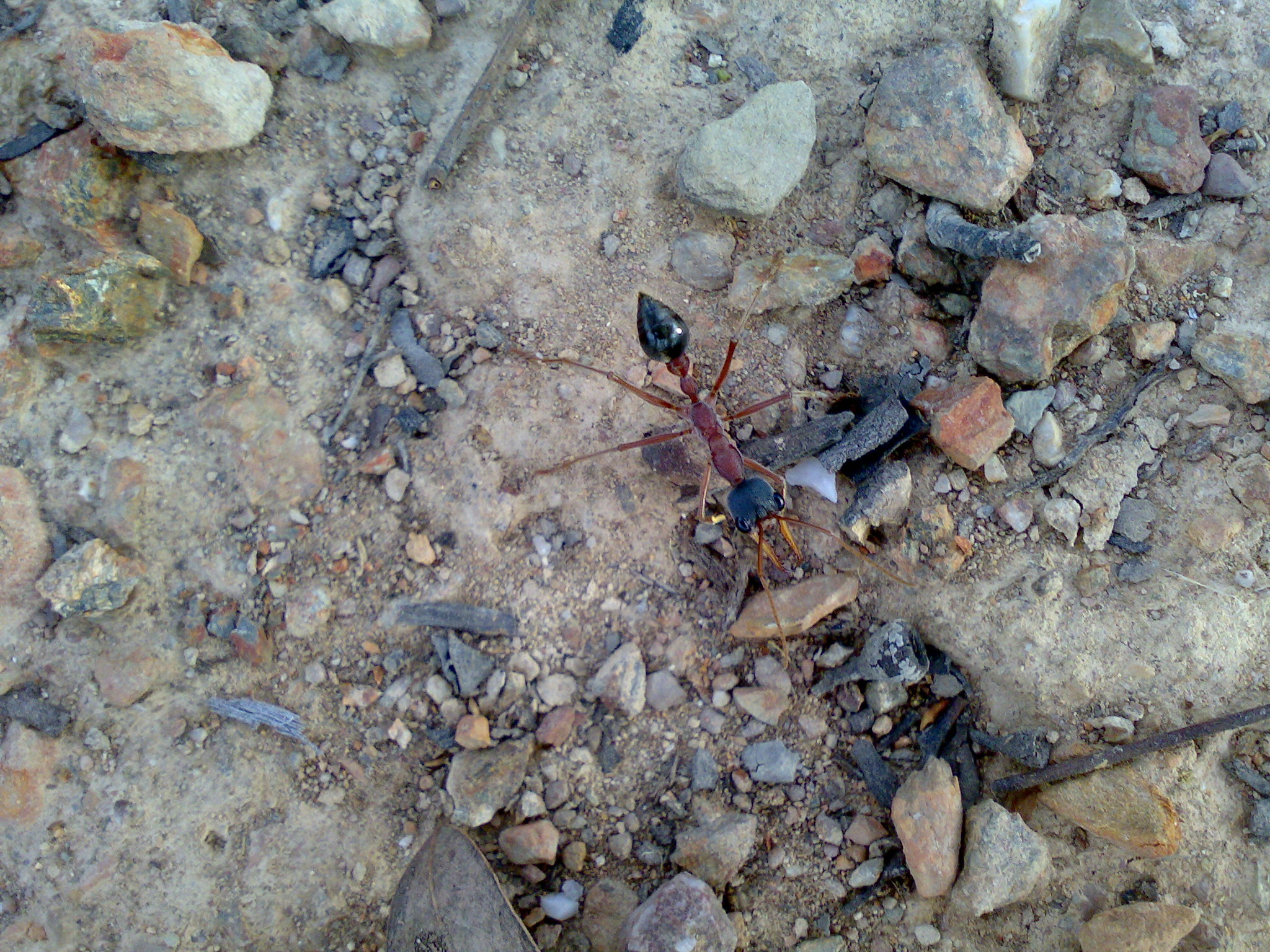
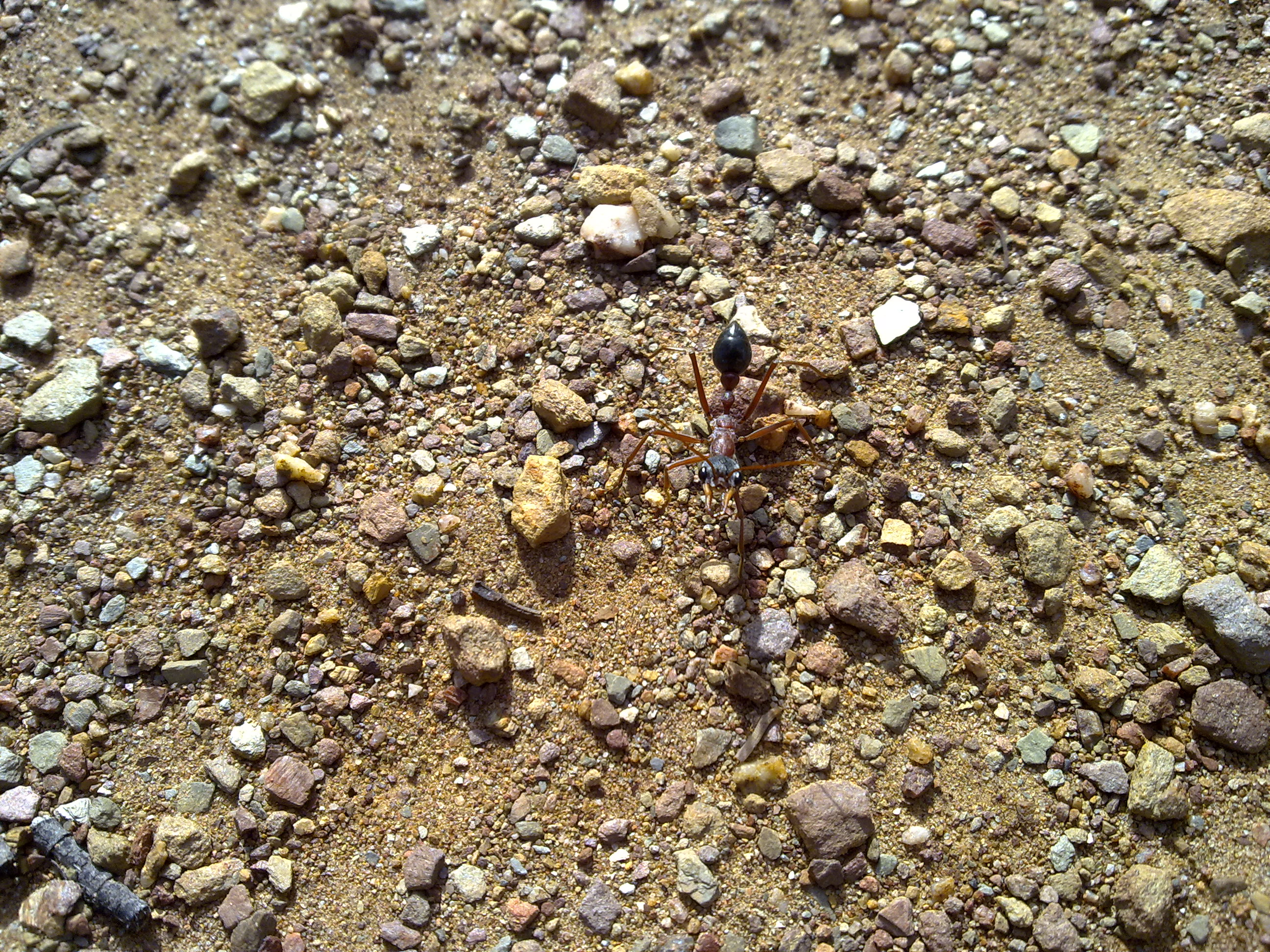
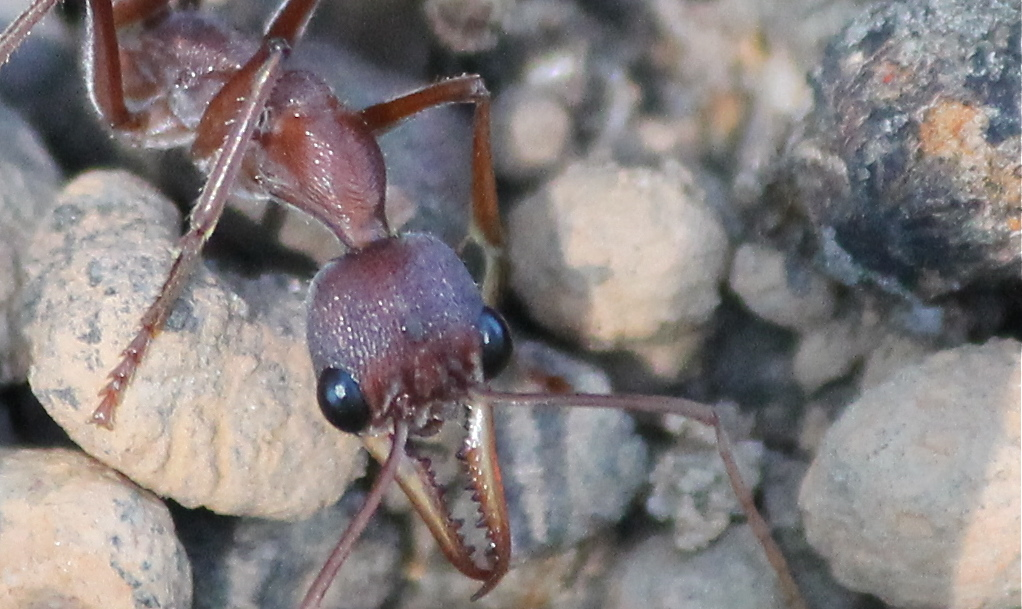
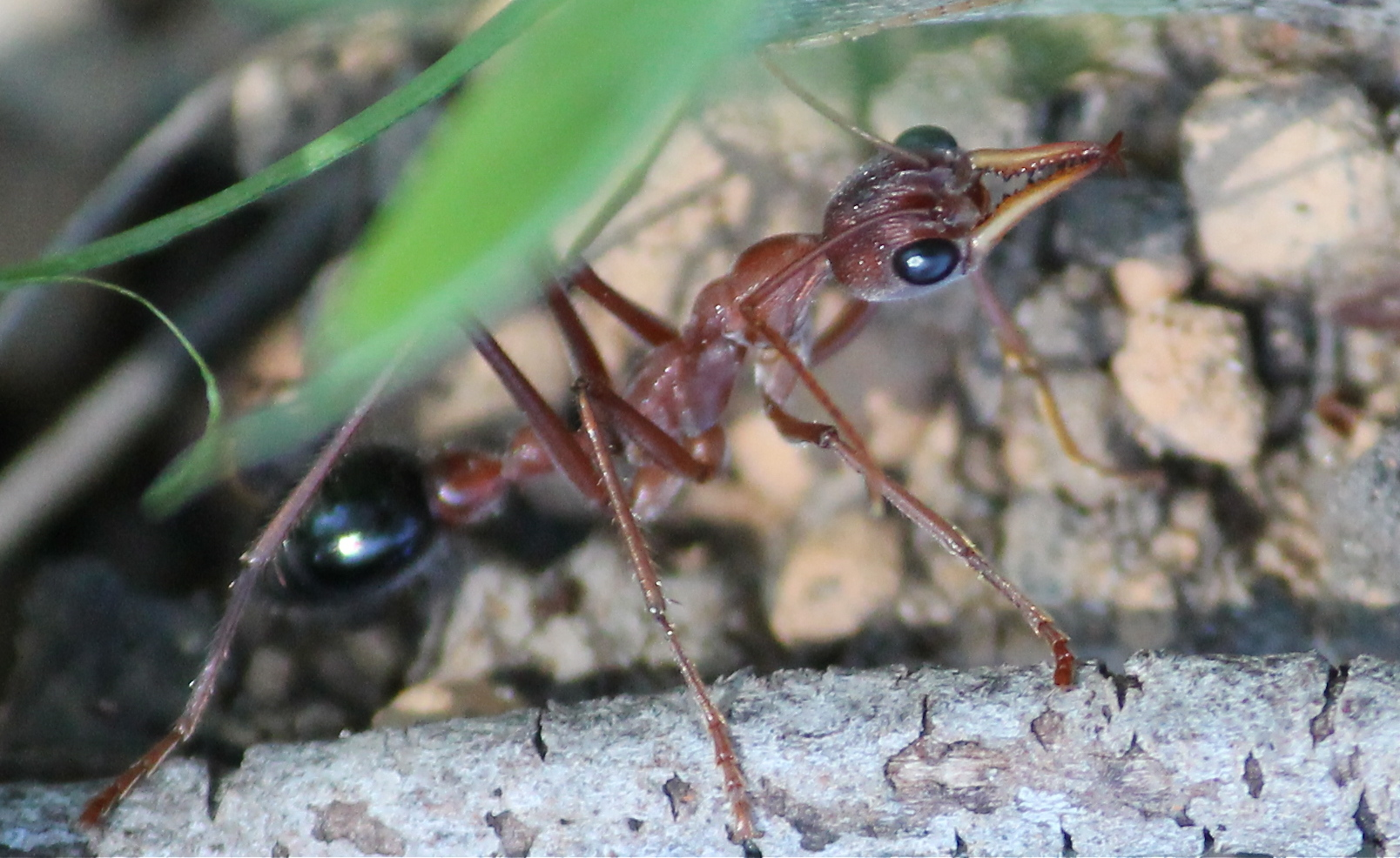
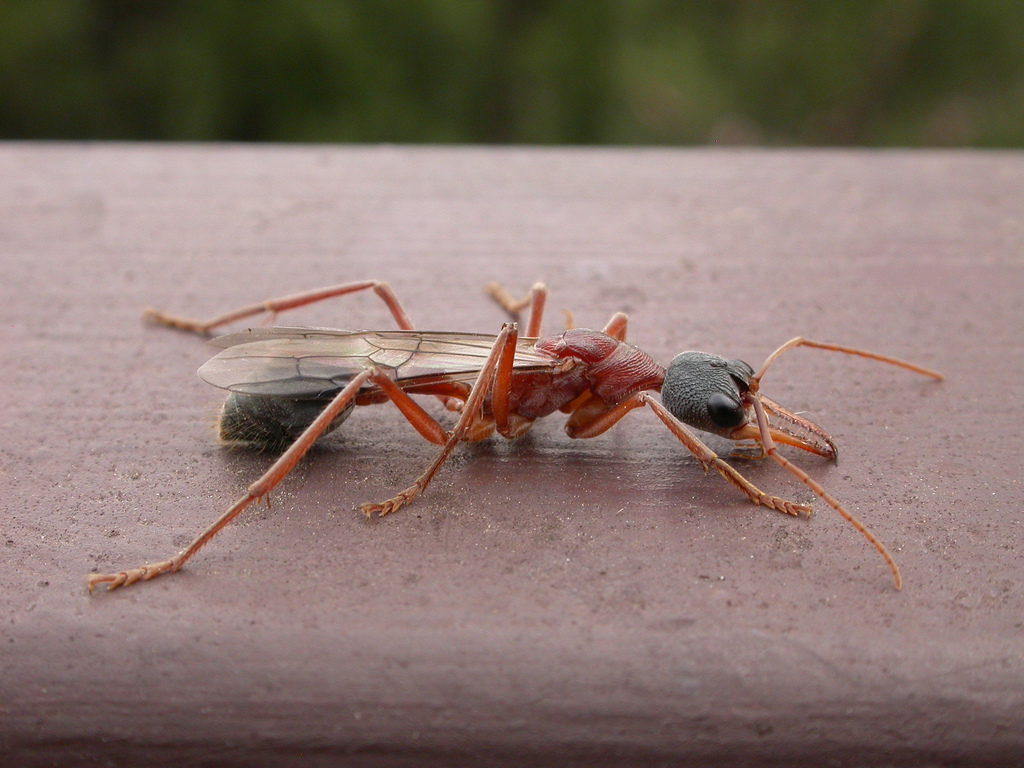